# Csaba Szigeti (zanger)
Csaba Szigeti is een Hongaars zanger en componist.

## Biografie
Szigeti begon op zesjarige leeftijd piano te spelen. In 1987 richtte hij de band Snatch op. Twee jaar later trok hij naar Duitsland, waar hij klassieke muziek en jazz studeerde. Rond deze tijd begon hij ook voor het eerst te componeren voor verschillende Hongaarse artiesten. In 1995 werd hij intern geselecteerd om zijn vaderland te vertegenwoordigen op het Eurovisiesongfestival 1995, dat gehouden werd in de Ierse hoofdstad Dublin. Met het nummer Új név egy régi ház falán eindigde hij op de 22ste plaats. Twee jaar later richtte hij het ensemble Feelgood Family op, zonder veel succes. Nadien ging hij zich volledig toeleggen op het componeren van werk voor andere artiesten.
1994: Friderika Bayer · 
1995: Csaba Szigeti · 
1997: VIP · 
1998: Charlie · 
2005: NOX · 
2007: Magdi Rúzsa · 
2008: Csézy · 
2009: Zoli Ádok · 
2011: Kati Wolf · 
2012: Compact Disco · 
2013: ByeAlex · 
2014: András Kállay-Saunders · 
2015: Boggie · 
2016: Freddie · 
2017: Joci Pápai · 
2018: AWS · 
2019: Joci Pápai